# پیتر تگترین
پیتر تگترین (سوئدی: Peter Tägtgren؛ زادهٔ ۳ ژوئن ۱۹۷۰) خواننده، آهنگساز، طبل‌زن، گیتارنواز، و تهیه‌کننده موسیقی اهل سوئد است. وی از سال ۱۹۹۰ میلادی تاکنون مشغول فعالیت بوده‌است.او همچنین مالک استودیوی ضبط موسیقی ابیس است.